# Абзелілово
Абзелі́лово (рос. Абзелилово, башк. Әбйәлил) — присілок (у минулому селище) у складі Абзеліловського району Башкортостану, Росія. Входить до складу Таштімеровської сільської ради.
Населення — 496 осіб (2010; 741 в 2002).
Національний склад:
- башкири — 93%